# Antoine Meillet
Antoine Meillet (pronunciado /ɑ̃twan mɛjɛ/, nacido Paul-Jules-Antoine Meillet, 11 de noviembre de 1866 - 21 de septiembre de 1936) fue uno de los lingüistas franceses más importantes de principios del siglo XX.
Estudió en La Sorbona a partir de 1885 y siguió especialmente los cursos de Michel Bréal en el Colegio de Francia y de Ferdinand de Saussure en la Escuela Práctica de Altos Estudios. En 1890, una estancia de un año en el Cáucaso le permitió estudiar el armenio moderno. A su vuelta a Francia siguió el curso de gramática comparada de Saussure, que completó desde 1894 con una conferencia sobre el persa.
En 1897 sostiene su tesis doctoral (Investigaciones sobre el empleo del genitivo-acusativo en eslavo antiguo). En 1902 obtiene la cátedra de armenio de la Escuela de Lenguas Orientales. En 1905 ocupa la cátedra de gramática comparada en el Colegio de Francia, donde se consagra a la historia y la estructura de las lenguas indoeuropeas. Secretario de la Sociedad de Lingüística de París, es elegido para la Academia de Inscripciones y Bellas Letras en 1924.
Formó a toda una generación de lingüistas franceses, entre los cuales destacan Émile Benveniste, Marcel Cohen, Georges Dumézil, André Martinet, Aurélien Sauvageot, Lucien Tesnière y Joseph Vendryes. Influyó también a cierto número de lingüistas extranjeros. Fue especialmente el inspirador de la definición de frase adoptada por Leonard Bloomfield y el primero en identificar el fenómeno de la gramaticalización.

## Obras principales
- Esquisse d'une grammaire comparée de l'arménien classique, 1903.
- Introduction à l'étude comparative des langues indo-européennes, 1903.
- Les dialectes indo-européens, 1908.
- Aperçu d'une histoire de la langue grecque,1913.
- Linguistique historique et linguistique générale, 1921.
- Esquisse d'une histoire de la langue latine, 1928.
- La méthode comparative en linguistique historique, 1928.
- Dictionnaire étymologique de la langue latine, 1932

- Datos: Q347001
- Multimedia: Antoine Meillet / Q347001